# Institut Max-Planck de physique nucléaire
L'Institut Max-Planck de physique nucléaire (en allemand : Max-Planck-Institut für Kernphysik, MPIK) est un institut de recherche de la Société Max-Planck situé à Heidelberg en Allemagne, dans le Land de Bade-Wurtemberg. L'institut a été créé en 1958. En 2010, ses domaines principaux  de recherche sont la physique des astroparticules et la dynamique quantique.